# Cừu Oxford Down

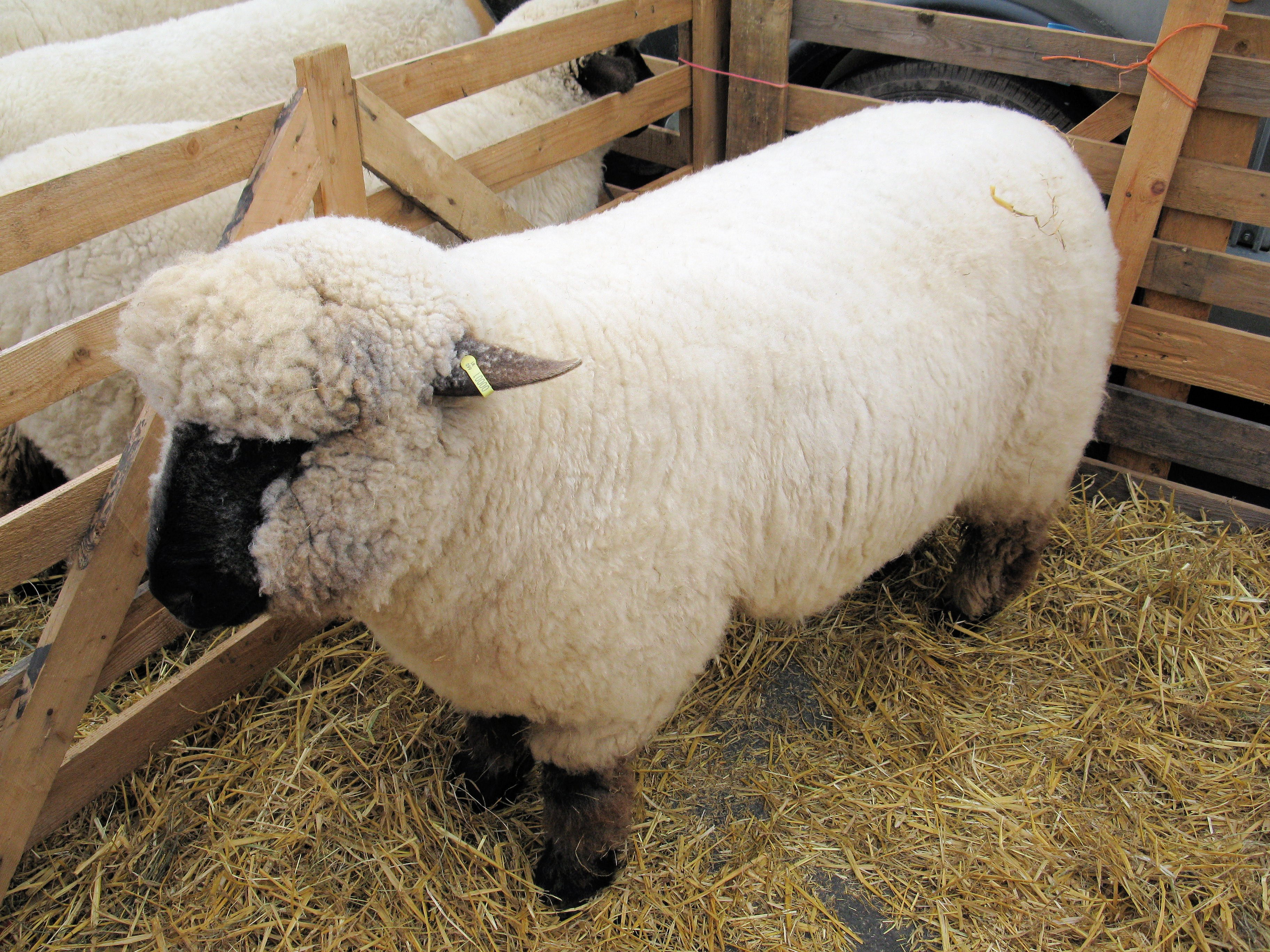
Một con cừu Oxford Down

Cừu Oxford Down hay còn gọi là cừu Oxford là một giống cừu có nguồn gốc từ nước Anh của loài cừu nhà được lai tạo và phát triển vào năm 1830 bằng cách lai giống giữa một loạt giống cừu như cừu Cotswold, cừu Hampshire và cừu Southdown và sử dụng kết quả lai chéo giống để hình thành cơ sở của giống cừu này ngày nay. Điều này dẫn đến việc giống này chủ yếu được nuôi để lấy thịt cừu. Trên Thế giới đã tạo ra nhiều giống cừu bằng con đường lai tạo như giống cừu Polypay, cừu Hampshire, cừu Canadian Arcott, cừu Rouge de L’Ouest, cừu Columbia, cừu Berrichon du Cher, cừu British Milk Sheep, cừu Romanov, cừu Charollais, cừu Texel và cừu Oxford. Cừu Oxford Down là giống cừu lớn nhất ở Anh.

## Đặc điểm

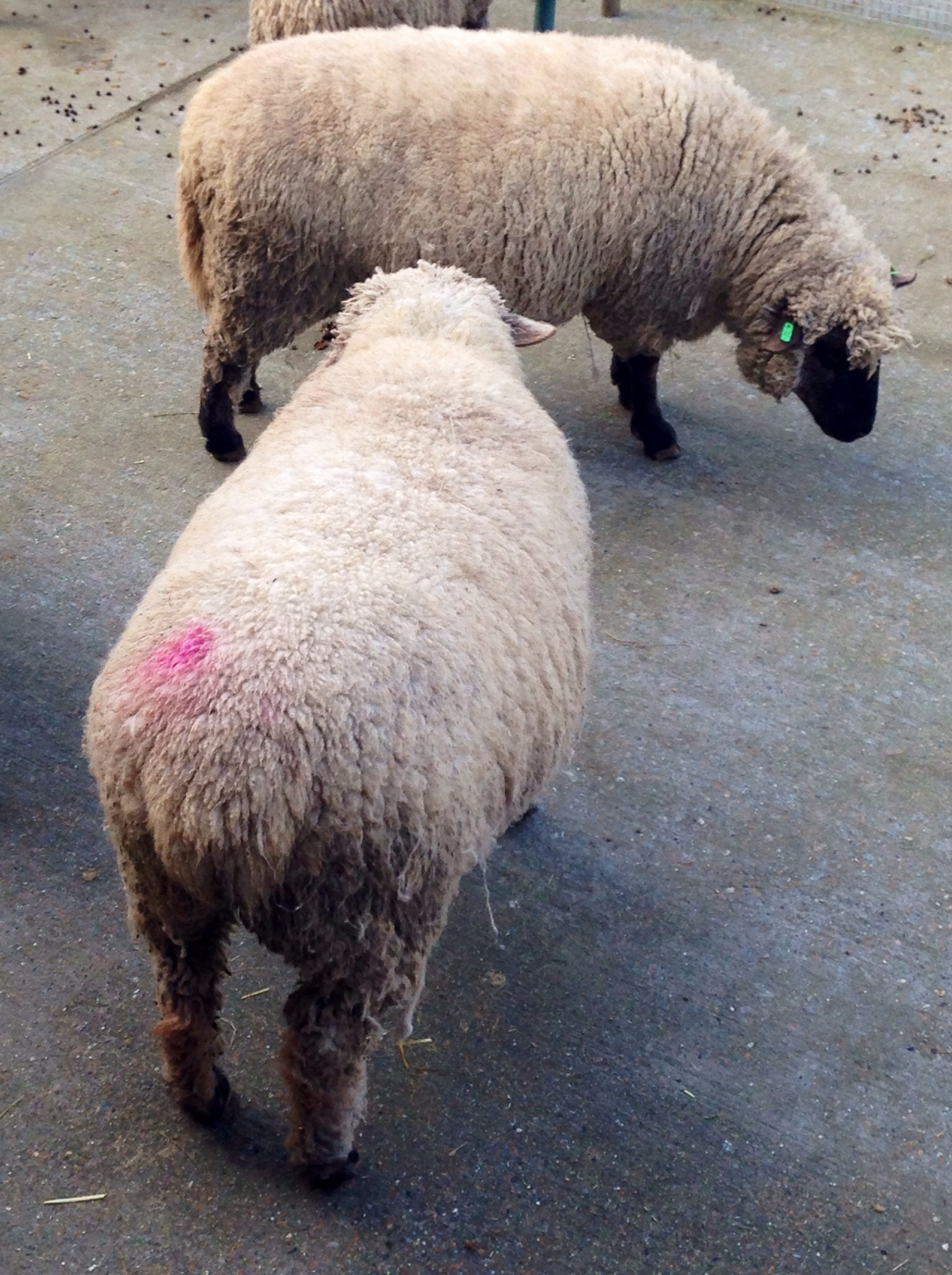
Cừu Oxford Down

Đây là một giống cừu có kích thước, tầm vóc lớn, trọng lượng trưởng thành khoảng 250-300 lb (110–140 kg), cừu nhỏ có trọng lượng từ 200 đến 250 lb (91–113 kg). Lông cừu từ cừu cái trưởng thành nặng từ 8-12 lb (3,6-5,4 kg) với đường kính sợi từ 30,0-34,5 micromet và đếm số từ 46 đến 50. Chiều dài chủ yếu của dãy lông cừu từ 3-5 inch (7,6-12,7 cm) và có năng suất từ 50 đến 62%. Cừu Oxford là tương đối lớn thân, khuyết sừng ở cả hai giới, có một cái mặt và chân được bao bọc trong len màu đen trắng nâu, và có một lông cừu ngắn. Nó sản xuất lông cừu nặng nhất của bất kỳ của các giống Down. Công suất của giống để sản xuất một lượng lớn.
Chúng có thân thịt để chế biến tiếp đã kích thích sự quan tâm từ các ngành công nghiệp thịt cừu, và nó cũng mọc lông nhiều nhất của bất kỳ của giống đực hậu bị. Trán chúng phẳng, xương mũi lồi ra, chúng có hố nước mắt, mõm của chúng mỏng, môi hoạt động, răng cửa sắc, nhờ đó chúng có thể gặm được cỏ mọc thấp và bứt được những lá thân cây mềm mại, hợp khẩu vị trên cao để ăn. Chúng có thói quen đi kiếm ăn theo bầy đàn, tạo thành nhóm lớn trên đồng cỏ. Trong da chúng có nhiều tuyến mồ hôi và tuyến mỡ hơn dê. Bởi thế chúng bài tiết mồ hôi nhiều hơn và các cơ quan hô hấp tham gia tích cực hơn vào quá trình điều tiết nhiệt.
Từng có ghi nhận một con cừu khổng lồ ở Anh với cân nặng tới 127kg, con cừu đực 5 tuổi do một nông dân Yorkshire nuôi dưỡng đã trở thành một trong những con cừu lớn nhất ở Anh. Con cừu tên Griff hay còn gọi là "Mamút len" thuộc giống Oxford Down này vẫn tiếp tục lớn, nó tiếp tục to lên từng giờ, như tên mà người dân địa phương trong vùng Leven, Đông Yorkshire dành cho Griff, chưa bị thiến, khá cá tính và thực sự rất thuần hóa đối nghịch với hình dáng ngoại cỡ của mình. Nhiều trẻ vẫn thường xuyên dạo chơi trên cánh đồng trên lưng Griff. Con vật đã trở nên khá nổi tiếng. Griff, được vỗ béo trong 2 năm qua, sẽ có một năm thực hiện nghĩa vụ sinh sản trong năm tới, trước khi được thay thế bằng một con cừu khác nhằm tránh tình trạng giao phối cận huyết trong đàn.

## Chăn nuôi

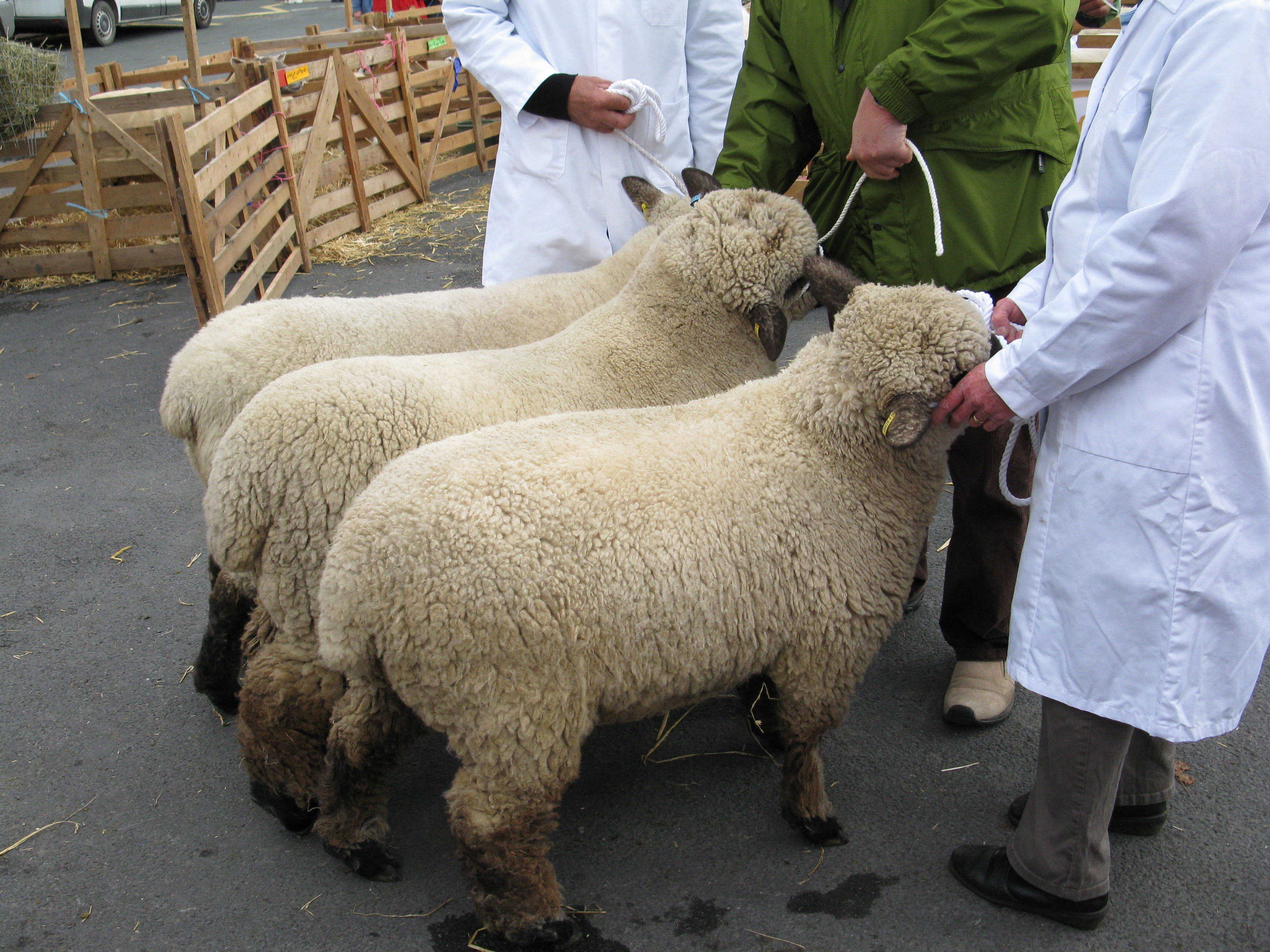
Chăm sóc cừu Oxford

Chúng có tính bầy đàn cao nên dễ quản lý, chúng thường đi kiếm ăn theo đàn nên việc chăm sóc và quản lý rất thuận lợi. Chúng cũng là loài dễ nuôi, mau lớn, ít tốn công chăm sóc. So với chăn nuôi bò thì chúng là vật nuôi dễ tính hơn, thức ăn của chúng rất đa dạng, thức ăn của chúng là những loại không cạnh tranh với lương thực của người. Chúng là động vật có vú ăn rất nhiều cỏ. Hầu hết chúng gặm cỏ và ăn các loại cỏ khô khác, tránh các phần thực vật có gỗ nhiều. Chúng có chế độ hoạt động ban ngày, ăn từ sáng đến tối, thỉnh thoảng dừng lại để nghỉ ngơi và nhai lại. Đồng cỏ lý tưởng cho chúng như cỏ và cây họ Đậu. Khác với thức ăn gia súc, thức ăn chính của chúng trong mùa đông là cỏ khô.
Chúng là loài ăn tạp, có thể ăn được nhiều loại thức ăn bao gồm thức ăn thô xanh các loại như: rơm cỏ tươi, khô, rau, củ quả bầu bí các loại, phế phụ phẩm công nông nghiệp và các loại thức ăn tinh bổ sung như cám gạo ngũ cốc. Mỗi ngày chúng có thể ăn được một lượng thức ăn 15-20% thể trọng. Chúng cần một lượng thức ăn tính theo vật chất khô bằng 3,5% thể trọng. Với nhu cầu 65% vật chất khô từ thức ăn thô xanh (0,91 kg) và 35% vật chất khô từ thức ăn tinh (0,49 kg). Khi cho chúng ăn loại thức ăn thô xanh chứa 20% vật chất khô và thức ăn tinh chứa 90% vật chất khô.
Nguồn nước uống là nhu cầu cơ bản của chúng. Lượng nước cần cho chúng biến động theo mùa và loại và chất lượng thực phẩm mà chúng tiêu thụ. Khi chúng ăn nhiều trong các tháng đầu tiên và có mưa (kể cả sương, khi chúng ăn vào sáng sớm), chúng cần ít nước hơn. Khi chúng ăn nhiều cỏ khô thì chúng cần nhiều nước. Chúng cũng cần uống nước sạch, và có thể không uống nếu nước có tảo hoặc chất cặn. Trong một số khẩu phần ăn của chúng cũng bao gồm các khoáng chất, hoặc trộn với lượng ít.

## Chăm sóc

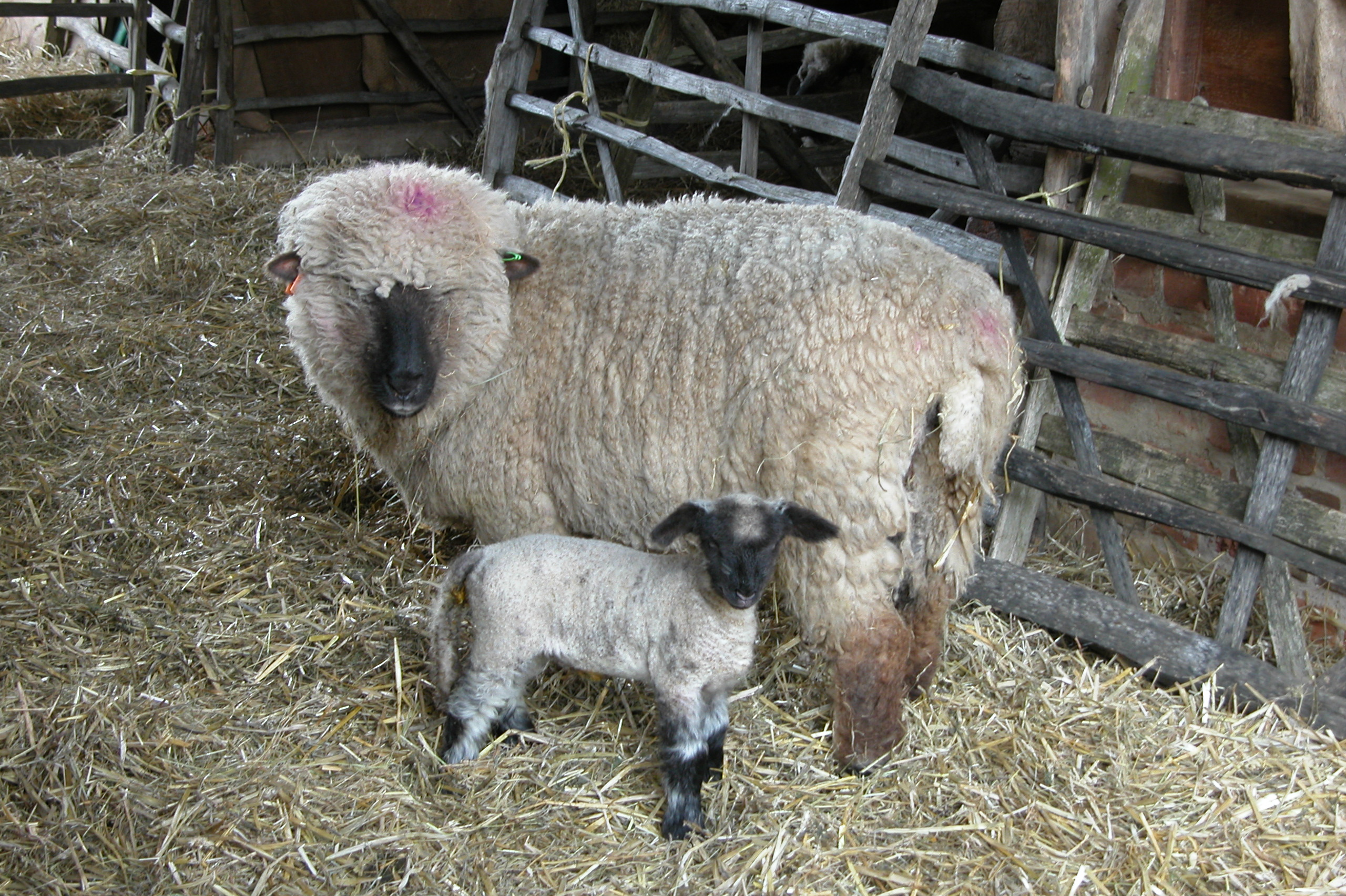
Cừu mẹ và cừu con

Sau khi cho phối giống 16-17 ngày mà không có biểu hiện động dục lại là có thể cừu đã có chửa, Căn cứ vào ngày phối giống để chuẩn bị đỡ đẻ cho cừu (thời gian mang thai của cừu 146-150 ngày) nhằm hạn chế cừu sơ sinh bị chết; Có thể bồi dưỡng thêm thức ăn tinh và rau cỏ non cho cừu có chửa nhưng tuyệt đối tránh thức ăn hôi mốc; Khi có dấu hiệu sắp đẻ (bầu vú căng, xuống sữa, sụt mông, âm hộ sưng to, dịch nhờn chảy ra, cào bới sàn…) nên nhốt ở chuồng riêng có lót ổ rơm và chăn dắt gần, tránh đồi dốc.
Thông thường cừu mẹ nằm đẻ nhưng cũng có trường hợp đứng đẻ, tốt nhất nên chuẩn bị đỡ đẻ cho cừu; Sau khi đẻ cừu mẹ tự liếm cho con. Tuy nhiên, vẫn phải lấy khăn sạch lau khô cho cừu con, nhất là ở miệng và mũi cho cừu con dễ thở. Lấy chỉ sạch buộc cuống rốn (cách rốn 4–5 cm), cắt cuống rốn cho cừu con và dùng cồn Iod để sát trùng; Giúp cừu con sơ sinh đứng dậy bú sữa đầu càng sớm càng tốt (vì trong sữa đầu có nhiều kháng thể tự nhiên); Đẻ xong cho cừu mẹ uống nước thoải mái (có pha đường 1% hoặc muối 0.5%).
Cừu con trong 10 ngày đầu sau khi đẻ cừu con bú sữa mẹ tự do; Từ 11-21 ngày tuổi cừu con bú mẹ 3 lần/ngày, nên tập cho cừu con ăn thêm thức ăn tinh và cỏ non, ngon; 80-90 ngày tuổi có thể cai sữa. Giai đoạn này phải có cỏ tươi non, ngon cho cừu con để kích thích bộ máy tiêu hóa phát triển (đặc biệt là dạ cỏ) và bù đắp lượng dinh dưỡng thiếu hụt do sữa mẹ cung cấp không đủ; Cừu sinh trưởng và phát triển nhanh, mạnh ở giai đoạn này.